# Marienwerder (Hannover)
Marienwerder ([maʁiːənveːɐ̯dɐ] ⓘ) ist ein Stadtteil im äußersten Nordwesten der niedersächsischen Landeshauptstadt Hannover und gehört zum Stadtbezirk Herrenhausen-Stöcken. In Marienwerder befinden sich der 1766 angelegte Hinübersche Garten, das 1196 gegründete Kloster Marienwerder, der Klosterforst, die Leineaue und der Wissenschaftspark.

## Geschichte

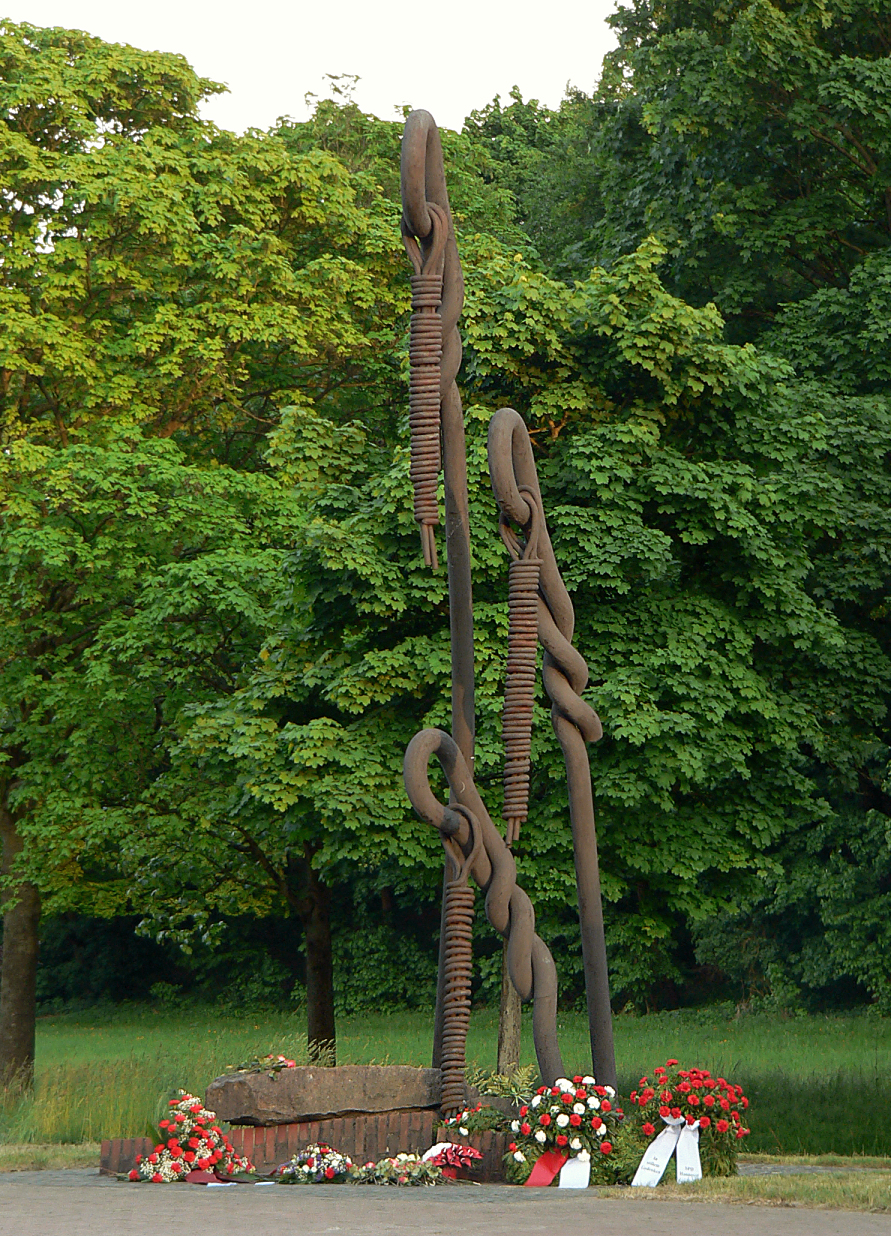
Mahnmal für die Zwangsarbeiter der Akkumulatorenfabrik

Der Name des Stadtteils entstammt dem 1196 gegründeten Kloster Marienwerder. 1766 wurde der Hinübersche Garten angelegt. Marienwerder wurde 1928 zusammen mit Herrenhausen und Leinhausen nach Hannover eingemeindet. Im Zweiten Weltkrieg befand sich nahe der damaligen Akkumulatorenwerke Hannover-Stöcken
(der späteren VARTA) mit dem KZ Hannover-Stöcken ein Außenlager des KZ Neuengamme. Auf dem Gelände des ehemaligen Außenlagers an der Gabelung Garbsener Landstraße/Hollerithallee befinden sich zur Mahnung eine Skulptur von Hans-Jürgen Breuste und eine Gedenktafel.
Nach dem Zweiten Weltkrieg war zeitweilig der hannoversche Stadtplaner Eberhard Kulenkampff unter Stadtbaurat Rudolf Hillebrecht für Marienwerder zuständig.

## Ortsbild

Wohngebiet zwischen Hinüberschen Garten und Klosterforst

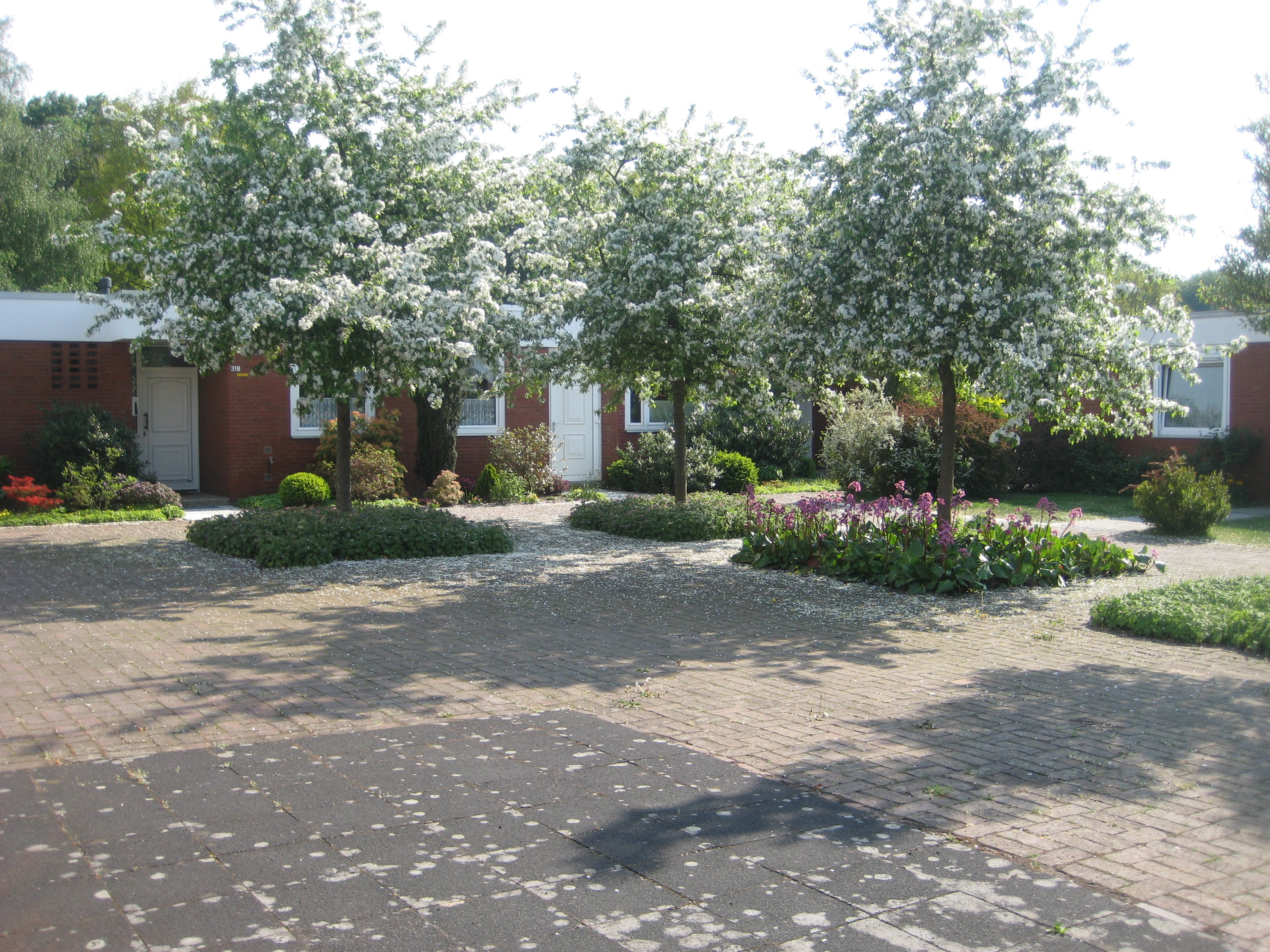
Gartenhofhäuser aus den 1960er Jahren

Zu Marienwerder gehören ein Industriegürtel entlang des Mittellandkanals sowie mehrere Wohngebiete. Wissenschaftspark und Industriegebiet grenzen an das Industriegebiet Stöcken an. Die Autobahn A2 und die Bundesstraße 6 bilden die Grenze zum Stadtteil Stöcken.

### Wohngebiete
Das in Klosterforst, Hinüberschen Garten und Leineaue eingebettete Wohngebiet besteht aus der Wohnbebauung Alter Gutshof, denkmalgeschützten Häusern der Gartenhofsiedlung aus den 1960er Jahren und Geschosswohnungsbau in unmittelbarer Nachbarschaft zum Stadtteil Havelse der Stadt Garbsen. Das Wohngebiet hat eine Kindertagesstätte, eine denkmalgeschützte Grundschule und eine Nahversorgung im Quartierszentrum Große Pranke. Es ist durch die labyrinthisch ausgedehnte Fußgängerzone zwischen den Gartenhofhäusern für Familien mit Kindern und durch Geschosswohnungsbau mit kleinen Wohnungen für Studenten geeignet.
Der kleine Siedlungsteil an der Straße „Im Spitzen Ort“ besteht aus freistehenden Einfamilienhäusern, die eine Einheit mit der Straße „Im Spitzen Ort“ des Stadtteils Havelse der Stadt Garbsen bildet. Der kleine Siedlungsteil „Auf dem Bockenberge“ besteht aus freistehenden Häusern entlang der Garbsener Landstraße, die eine Einheit mit dem Wissenschaftspark bildet.
Das von Stadtgrenze und Industriegürtel begrenzte Wohngebiet nördlich des Mittellandkanals besteht aus Geschosswohnungsbau in Anschluss an den Garbsener Stadtteil Auf der Horst. Das Wohngebiet liegt in der Nähe des Produktionstechnischen Zentrums der Universität Hannover in Garbsen.
Im Stadtteil lebten Ende 2022 2.430 Menschen, davon 1.224 Frauen und 1.206 Männer.

### Leineaue
Diese Flussaue erstreckt sich vom westlich neben dem Hinüberschen Garten liegenden Schweineberg bis zum Bürgerpark Seelze am gegenüberliegenden Ufer in südwestlicher Richtung. Sie wird durch landwirtschaftlich genutzte Grünflächen geprägt, die teilweise innerhalb der Überflutungsgebiete der Leine liegen. Bei erhöhtem Leinepegel bilden sich Flachwasserbereiche. 1852 wurde in großem Abstand zum Fluss ein Damm errichtet. Der Name Marienwerder weist auf einen heute nicht mehr vorhandenen Flusswerder hin. Die Leine hatte dort früher ein anderes Bett; in der Leineaue liegt ein Altleinearm im Überflutungsgebiet.
Der Altleinearm dient als Brutplatz für Sumpfrohrsänger, die wiederum als Wirte für den Kuckuck dienen. Hier wurden Ohrenlerchen, Spornammern, Schneeammern, Grauammern, Goldammern, Fasane, Waldsaatgänse, Krickenten, Höckerschwäne und Singschwäne gesichtet.

## Wirtschaft und Forschung

Industriegürtel am Mittellandkanal

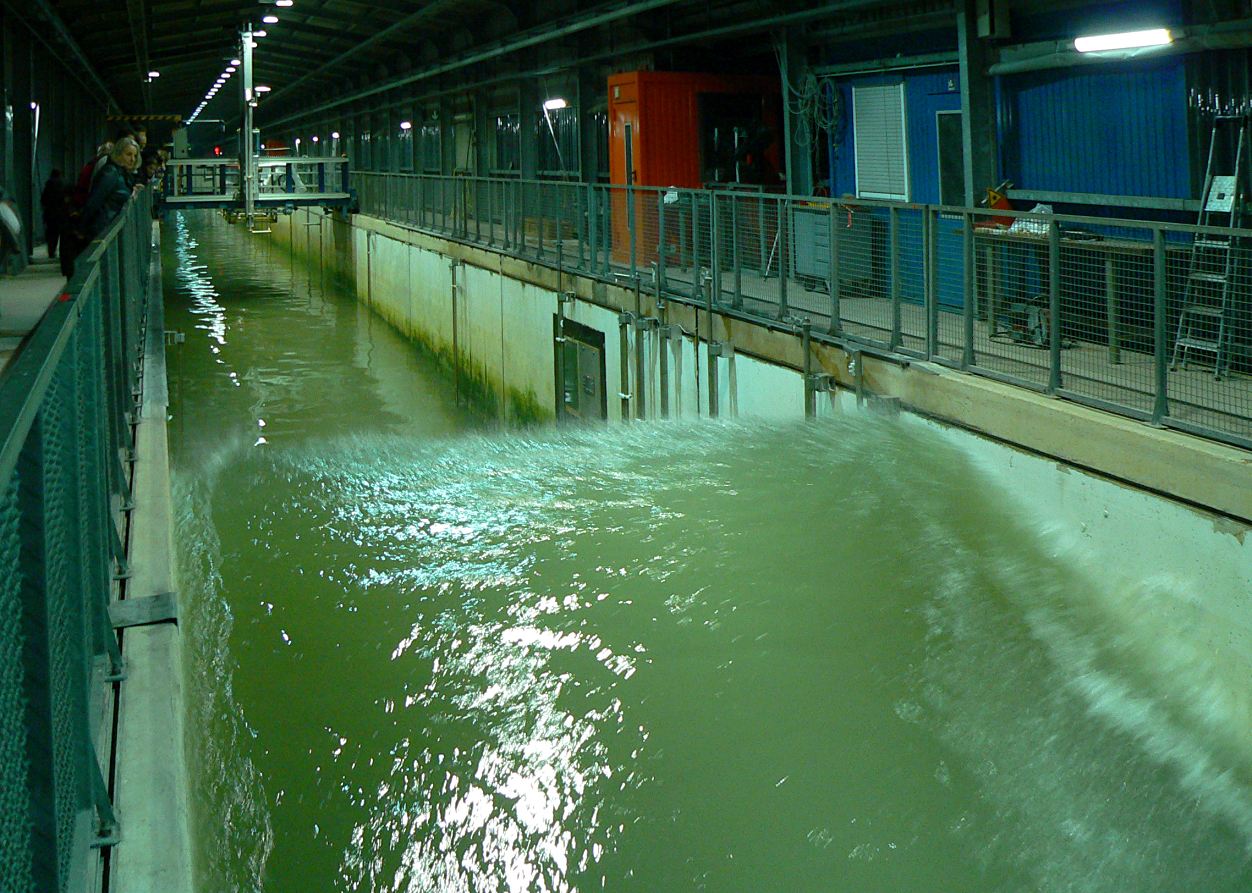
Der Wellenkanal beim Forschungszentrum Küste. Er ist 307 Meter lang, 7 Meter tief und weltweit einer der größten seiner Art.

Industrie- und Gewerbeflächen werden von folgenden Firmen und Instituten genutzt:
- Franzius-Institut für Wasserbau und Küsteningenieurwesen der Universität Hannover mit dem Forschungszentrum Küste (FZK)
- Gesellschaft Technologie Transfer (GTT)
- Hanomag Lohnhärterei
- Institut für Integrierte Produktion Hannover (IPH)
- ISRInghausen-Werk Hannover
- Johnson Controls
- Laser Zentrum Hannover (LZH)
- Metzeler Schaum
- OptecNet Deutschland
- TÜV SÜD Industrie Service

Wissenschafts- und Technologiepark
Im Oktober 2012 wurde der Wissenschafts- und Technologiepark (WTH) als Landschaftspark eröffnet. Es wurden Verweilmöglichkeiten und ein Wegenetz geschaffen. Auf einer Tafel am Eingang von der Garbsener Landstraße wird die Geschichte des Platzes wiedergegeben. Auf der Fläche des Parks wurde in den Jahren 2011 und 2012 eine Bodensanierung rund um den Roßbruchgraben durchgeführt. Diese Fläche war durch Bodenbelastung des früheren VARTA-Akkumulatorenswerkes geprägt. Durch die Abtragungen entstanden Erhöhungen und Vertiefungen, diese wurden zum Teil in das Gesamtbild des Parks integriert. Es entstanden Verbindungen zum Erholungsgebiet Hinüberscher Garten und zur Leineaue.

## Verkehr
Marienwerder wird von der Linie 4 der Stadtbahn Hannover und mehreren Buslinien erschlossen. Die Stadtbahn verbindet Marienwerder mit dem Zentrum Hannovers und Garbsen. Die Busse führen zu den umliegenden Garbsener Stadtteilen und nach Stöcken.
| Linie | Verlauf | Takt                                       |
| ----- | --- | ------------------------------------------ |
| 4     | Garbsen – Auf der Horst – Marienwerder/Wissenschaftspark − Freudenthalstraße – Bahnhof Leinhausen – Herrenhäuser Gärten – Leibniz-Universität – Königsworther Platz – Steintor – Kröpcke – Aegidientorplatz – Marienstraße – Braunschweiger Platz – Clausewitzstraße – Kantplatz – Nackenberg – Bahnhof Karl-Wiechert-Allee – Medizinische Hochschule – Roderbruch | 10 min (werktags) 15 min (sonn-/feiertags) |